# Santa Eulàlia de Ronçana
Santa Eulàlia de Ronçana ist eine katalanische Gemeinde in der Provinz Barcelona im Nordosten Spaniens. Sie liegt in der Comarca Vallès Oriental.

## Persönlichkeiten
- Empar Moliner (* 1966), Schriftstellerin

## Gemeindepartnerschaft
Santa Eulàlia de Ronçana unterhält eine Partnerschaft mit der französischen Gemeinde Montville.